# گاری موشغیان
گاری آرمناکی موشغیان (ارمنی: Գարի Արմենակի Մուշեղյան؛ ۱۹ مهٔ ۱۹۱۰ – ۱۹۸۶) یک بازیگر و کارگردان فیلم اهل ارمنستان بود. وی بین سال‌های - تا - میلادی فعالیت می‌کرد.

## زندگی‌نامه
وی در ۱۹ مهٔ ۱۹۱۰ در ایروان به دنیا آمد و . عضو انجمن فیلم‌سازان اتحاد شوروی بود و وی در فرهنگستان دولتی تئاتر سوندوکیان (۱۹۲۸–۱۹۴۱)، تئاتر دراماتیک دولتی وارطان آجمیان گیومری (۱۹۴۳–۱۹۴۶)، تئاتر عروسکی هوهانس تومانیان ایروان (۱۹۴۶–۱۹۵۲)، آرمن‌فیلم (۱۹۵۳) فعالیت می‌کرد. وی همچنین برنده جوایزی همچون هنرمند شایسته ارمنستان شوروی شده است. وی در ۱۹۸۶ در سن ۷۶ سالگی درگذشت .

## بخشی از فیلم‌شناسی
- آتش (۱۹۶۳)
- تژوژیک (۱۹۶۱)
- راز دریاچه کوهستان (۱۹۵۴)
- افراد مزرعه اشتراکی ما (۱۹۳۹)

## یادداشت
1. ↑  Association of Filmmakers of the USSR